# Verolanuova
Verolanuova – miejscowość i gmina we Włoszech, w regionie Lombardia, w prowincji Brescia.
Według danych na rok 2004 gminę zamieszkiwało 7529 osób, a gęstość zaludnienia wynosi 301,2 os./km².